# Big Fashion (Нови Сад)
Big Fashion је тржни центар у Новом Саду. Отворен је 15. новембра 2018. године под називом Променада на углу Булевара ослобођења и Булевара цара Лазара као највећи тржни центар у Војводини. Инвестиција је јужноафричке компаније NEPI Rockcastle, а од 7. октобра 2024. године се налази у власништву холандске компаније  Његова укупна изграђена површина је 150.000 mквадратних метара, што га чини трећим тржним центром по величини у Србији, док су испред њега Galerija Belgrade и Prishtina Mall.

## Историја
Град Нови Сад је у априлу 2016. године продао парцелу на којој ће се налазити тржни центар јужноафричкој компанији NEPI Rockcastle. На парцели су се дотад налазили тениски терени, а пре тога и помоћни терен Фудбалског клуба „Војводина”.
Радови на изградњи тржног центра су почели у јуну 2017. године. Пројектовано је да има површину од 115.000 квадратних метара, као и соларне панеле на фасади, зелене и водене површине и спортске терене на крову. Ипак, већина тих планова није спроведена, па се спортски терени налазе само при земљи, број зелених површина и њихове величине су знатно умањени, а водених површина и соларних панела уопште нема.
Компанија NEPI Rockcastle је, ради заштите темеља од подземних вода, изградила црпне бунаре који воду испумпавају у канализациони систем града протоком од 60 литара у секунди, иако, према наводима са Радија 021, то није адекватно решење за део града у ком се центар налази, с обзиром на врсту земљишта на којем је изграђен. Новосадско Јавно комунално предузеће „Водовод и канализација” је одбило да компанији дозволи изградњу бунара, али је она ипак наставила с радовима, а убрзо јој је издата и грађевинска дозвола за њих.
Тржни центар је отворен 15. новембра 2018. године са привременом употребном дозволом од годину дана. Привремена употребна дозвола је истекла 1. априла 2020. године, а трајна је добијена 22. маја исте године.
Дана 7. октобра 2024. године, компанија NEPI Rockcastle продала је тржни центар холандској компанији CEE BIG B.V., која је власник ланца тржних центара Big. Та компанија је најавила да ће 10. априла 2025. године назив тржног центра бити промењен у „Big Fashion Нови Сад”.

## Понуда
Тржни центар има три спрата и подрум. Упоредо са пословним простором је изграђена гаража са 1.500 паркинг места. У њему послују углавном продавнице одеће и обуће, и то од светски познатих марака. Поред њих, у центру постоје и продавнице спортске опреме, златаре и продавнице накита, парфимерије и продавнице козметичких производа, супермаркет и бројни ресторани, као и биоскоп и теретана. На платоу испред тржног центра се налазе кошаркашки терени.

## Галерија
- Улаз са раскрснице двају булевара
- Улаз са Булевара цара Лазара
- Задњи улаз